# 天龠七
HD 158704，又名CD-2612152，SAO 185474、HR 6520，是一颗蛇夫座的恒星，视星等为6.05，位于銀經0.62，銀緯4.02，其B1900.0坐标为赤經17h 25m 31.7s，赤緯-26° 4.02′ 35″。